# Стјуарт (Небраска)
Стјуарт (енгл. Stuart) град је у америчкој савезној држави Небраска.

## Демографија
По попису из 2010. године број становника је 590, што је 35 (-5,6%) становника мање него 2000. године.
| Група             | 2000.       | 2010.       |
| Белци             | 613 (98,1%) | 581 (98,5%) |
| Афроамериканци    | 0 (0,0%)    | 1 (0,2%)    |
| Азијати           | 2 (0,3%)    | 1 (0,2%)    |
| Хиспаноамериканци | 4 (0,6%)    | 4 (0,7%)    |
| Укупно            | 625         | 590         |